# Nikita (2010)

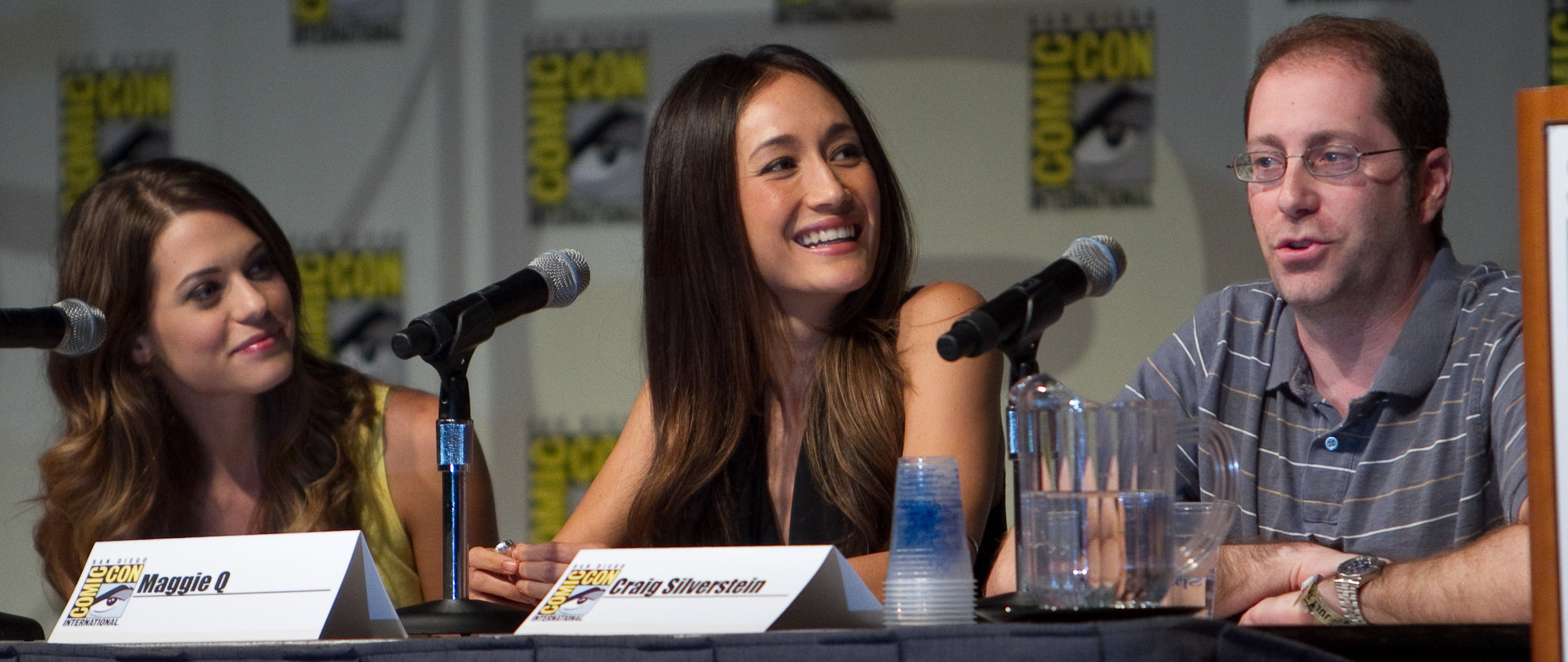
Actrices Lyndsy Fonseca en Maggie Q met daarnaast bedenker Craig Silverstein

Nikita is een Amerikaanse televisieserie uit 2010. De serie werd bedacht door Craig Silverstein en gaat over een vrouw die opgeleid is als spion en moordenares voor Division, maar die ontsnapt is en wraak wil nemen. De serie liep in Amerika van 2010 tot 2013 op The CW. In Nederland werd Nikita op Veronica uitgezonden.

## Plotomschrijving
Nikita had al door dat er iets niet zo pluis was aan Division voor ze ontsnapte, maar haar beslissing om wraak te nemen kwam er nadat haar verloofde (een buitenstaander en door Division dus gezien als potentieel gevaar) vermoord werd door een cleaner.

## Seizoenen

### Seizoen 1
Het seizoen begint bij Alex, een jonge vrouw die samen met iemand anders een overval pleegt waarbij een onschuldige man wordt doodgeschoten. Alex wordt opgepakt en de andere gaat ervandoor. Alex wordt wakker in Division, waar ze wordt ingezet in een trainingsprogramma om een topagente te worden. Wat Division echter niet weet is dat Alex eigenlijk samenwerkt met Nikita (Maggie Q). Michael die door Percy telkens de baan op wordt gestuurd om Nikita uit te schakelen, lijkt steeds te falen en is tevens verantwoordelijk voor Alex. Later blijkt dat hij gevoelens heeft voor Nikita en dat dit wederzijds is. Met de hulp van Alex binnen in Division probeert Nikita de acties van Division te saboteren en de Black Boxes te vinden die Percy (de top van Division) onschendbaar maken zodat ze Percy zelf kan uitschakelen.
Michael komt erachter dat niet een terrorist, maar Division zelf verantwoordelijk is voor de dood van zijn vrouw en dochter en hij sluit zich aan bij Nikita en deze twee beginnen samen een relatie.
Gaandeweg komt men door flashbacks te weten dat Alex eigenlijk Alexandra Udinova heet en dat Division haar familie vermoord heeft omwille van Zetrov, haar vaders familiebedrijf. Nikita moest Alex en haar vader elimineren maar heeft in plaats daarvan Alex gered en ondergebracht bij een vriend van de Udinovs. Nikita kwam erachter dat de ondertussen drugsverslaafde Alex van een vrouwenhandelaar is en Nikita redt Alex en haalt haar van de drugs af. Zo komt het dat Alex en Nikita bondgenoten zijn geworden in de strijd tegen Division.
Amanda (Melinda Clarke) werkt bij Division als psychologe en styliste. Ze moet de agenten uiterlijk klaarstomen voor missies en doet zich voor als moederfiguur binnen Division om zo achter ieders geheimen te komen. Zo is ze ook over Nikita's verloving te weten gekomen. Amanda denkt dat Alex iets verborgen houdt en is vastberaden te weten te komen wat Alex verbergt.
Ook Jaden denkt dat Alex van alles verbergt en deze twee maken het Alex erg moeilijk om niet ontmaskerd te worden.

### Seizoen 2
In seizoen 2 blijkt dat ook Amanda tegen Percy is ingegaan en ze heeft Alex' zendertje uitgeschakeld door haar tijdelijk dood te maken. Amanda haalt Alex over om bij Division te blijven en dan krijgt ze in ruil info over de man die de dood van haar familie had besteld zodat ze eindelijk haar wraak kan nemen.
Amanda zelf heeft Percy uitgeschakeld voor Oversight en heeft in ruil de leiding gekregen over Division terwijl Percy in een soort safehouse zit opgesloten. Dit is omdat ze Percy niet mogen doden; als dit gebeurt komt alle informatie over de missies vrij wat een ramp kan betekenen binnen Amerika.
Birkhoff is ondertussen ook uit Division gestapt en werkt samen Nikita en Michael. Samen proberen ze nog steeds Division tegen te werken maar proberen ze zich ernaast ook meer bezig te houden met mensen te helpen die ze kennen.

### Seizoen 3
Na een reeks tumultueuze gebeurtenissen staan Nikita, Michael en CIA-analist Ryan Fletcher aan de top van The Division en hebben ze van de Amerikaanse president de opdracht gekregen om de puinhoop van het vorige regime op te ruimen.
Nu punk hacker Seymour Birkhoff volledig in de zaak opgaat, Alex zich schuilhoudt en Owen terugkeert uit Russische gevangenschap, beschikt het nieuwe team over alle technologie, spierkracht en spionagetrucs die nodig zijn om Dirty Thirty, gewetenloze huurmoordenaars die over de hele wereld vrij rondlopen, te pakken te nemen. Maar Amanda heeft The Division in het vizier, het 'Oval Office' wil de job gisteren al geklaard hebben en de operatie krijgt een paar gevoelige klappen.
Nikita moet alle beschikbare middelen gebruiken om alles bijeen te houden; haar man, haar toekomst en haar vrijheid.

### Seizoen 4
Het vierde seizoen besluit Nikita nadat ze verdacht wordt van een moord op de vlucht te slaan. Terwijl ze haar onschuld probeert te bewijzen, loopt ze haar vroegere team onverwachts tegen het lijf. Nikita en haar aanverwanten moeten hun opgelopen emotionele schade achterwege laten om hun vijand Amanda te overwinnen die een aanval plant met wereldwijde gevolgen.

## Rolbezetting

### Hoofdpersonages
| Personage                      | Acteur          | Uitleg personage |
| ------------------------------ | --------------- | --- |
| Nikita Mears                   | Maggie Q        | Getraind door Division en later ontsnapt om wraak te nemen. |
| Michael Bishop                 | Shane West      | Trouwe rechterhand van Percy tot hij erachter kwam dat Percy hem wilde elimineren uit wantrouwen.                                                                     |
| Alexandra "Alex" Udinov        | Lyndsy Fonseca  | Geboren in Rusland. Door Nikita getraind om te infiltreren in Division.                                                                                               |
| Seymour Birkhoff/Lionel Peller | Aaron Stanford  | De computer nerd van Division en later in samenwerking met Nikita en Michael. Bij Division opgenomen nadat hij onder een schuilnaam een aantal banken had geplunderd. |
| Amanda/Helen Collins           | Melinda Clarke  | Had verschillende functies binnen Division. |
| Percival "Percy" Rose          | Xander Berkeley | Hoofd van Division. |

### Andere personages
| Personage               | Acteur            | Uitleg personage | Vervolg |
| ----------------------- | ----------------- | --- | --- |
| Roan                    | Rob Stewart       | Topcleaner van Division. Heeft ook Jaden doen verdwijnen na haar accidentje met Alex'overbuur.                                                                   | Komt in actie wanneer dat noodzakelijk is. |
| Sean Pierce             | Dillon Casey      | Werkt voor Oversight. Is de zoon van senator Madeline Pierce. Het lijkt tussen hem en Alex goed te klikken. Heeft last van zijn geweten.                         | Helpt Nikita, om Division te stoppen. |
| Jaden                   | Tiffany Hines     | Rekruut samen met Alex. Heeft het niet zo op Alex en is nogal achterdochtig.                                                                                     | Wordt vermoord door Alex overbuurman. |
| Sonya                   | Lyndie Greenwood  | Opvolgster van Seymour Birkhoff na zijn vertrek bij Division. | Krijgt een relatie met Birkhoff. |
| Thom                    | Ashton Holmes     | Rekruut samen met Alex. Heeft een oogje op Alex en zit al langer in het trainingsprogramma.                                                                      | Alex heeft hem vermoord om Nikita te kunnen laten ontsnappen en heeft iedereen wijsgemaakt dat hij de mol was van Nikita.                        |
| Ari Tasarov             | Peter Outerbridge | Hoofd van Gogol, de Russische Division. | Lag Division af en toe dwars tijdens missies. Relatie met Amanda tot Amanda hem gebruikte.                                                       |
| Ryan Fletcher           | Noah Bean         | Werkt bij de CIA. Is op het spoor van Division en is gered geweest door Nikita en probeert haar sindsdien te helpen.                                             | Houdt zich schuil en helpt Nikita op de achtergrond mee.                                                                                         |
| Senator Madeline Pierce | Alberta Watson    | Werkt bij Oversight. Komt samen met Jonathan Gaines als enigen in beeld bij Oversight.                                                                           | Wordt met een autobom vermoord door Nicholas Brandt. Sean Pierce schiet vervolgens Brandt dood tijdens een reddingsactie om Nikita te bevrijden. |
| Alex als kind           | Eliana Jones      | De jonge versie van Alex. | Komt vaak voor in de flashbacks over Alex' kindertijd.                                                                                           |
| Owen Elliot/Sam Mattews | Devon Sawa        | Was een van de bewakers van de Black Boxes tot Nikita hem wilde afpakken en Percy de opdracht gaf hem te elimineren. Sindsdien staat hij aan de kant van Nikita. | Is zijn eigen tour opgegaan in doen wat goed is.                                                                                                 |
| Nikolai Udinov          | Vieslav Krystyan  | De vader van Alex en oprichter van het Zetrov-imperium in Rusland. Komt enkel voor in Alex' flashbacks.                                                          | Vermoord door Division in opdracht van Sergei Semak die Zetrov wou overnemen.                                                                    |
| Sergei Semak            | Peter J. Lucas    | Voormalig rechterhand van Alex haar vader en topman bij Zetrov.                                                                                                  | Wordt vermoord door Ari Tasarov. |

## Oorsprong
De serie is een remake van een eerdere serie die tussen 1997 en 2001 werd uitgezonden en zelf gebaseerd was op de film Nikita uit 1990 van Luc Besson.